# 密歇根號戰艦
密歇根號戰艦（舷號BB-27）是一艘隸屬於美國海軍的戰艦，為南卡羅萊納級戰艦的二號艦。她是美軍第二艘以密歇根州為名的軍艦，亦是美國第一艘下水服役的無畏艦，採用全重炮設計。
密歇根號在1906年於紐約造船廠開始建造，並在1908年下水，最終在1910年服役。接著密歇根號在1914年支援美國在坦皮科事件後入侵韋拉克魯斯。美國參與第一次世界大戰後，密歇根號主要用作訓練艦，並在戰後協助接載美軍從歐洲返國。1922年密歇根號退役，並在1923年按照華盛頓海軍條約出售拆解。